# Liste der Monuments historiques in Martres-Tolosane
Die Liste der Monuments historiques in Martres-Tolosane führt die Monuments historiques in der französischen Gemeinde Martres-Tolosane auf.

## Liste der Bauwerke
| Bezeichnung          | Beschreibung                           | Standort | Kennzeichnung | Schutzstatus | Datum     | Bild           |
| -------------------- | -------------------------------------- | -------- | ------------- | ------------ | --------- | -------------- |
| Château de Thèbe     | Schloss, erbaut im 17./18. Jahrhundert | (Lage)   | PA00135451    | Inscrit      | 1994 1995 |                |
| Kirche St-Vidian     | Erbaut im 14. Jahrhundert              | (Lage)   | PA00094377    | Inscrit      | 1926      | weitere Bilder |
| Gallo-römische Villa |                                        | (Lage)   | PA31000003    | Inscrit      | 1998      | weitere Bilder |

## Liste der Objekte

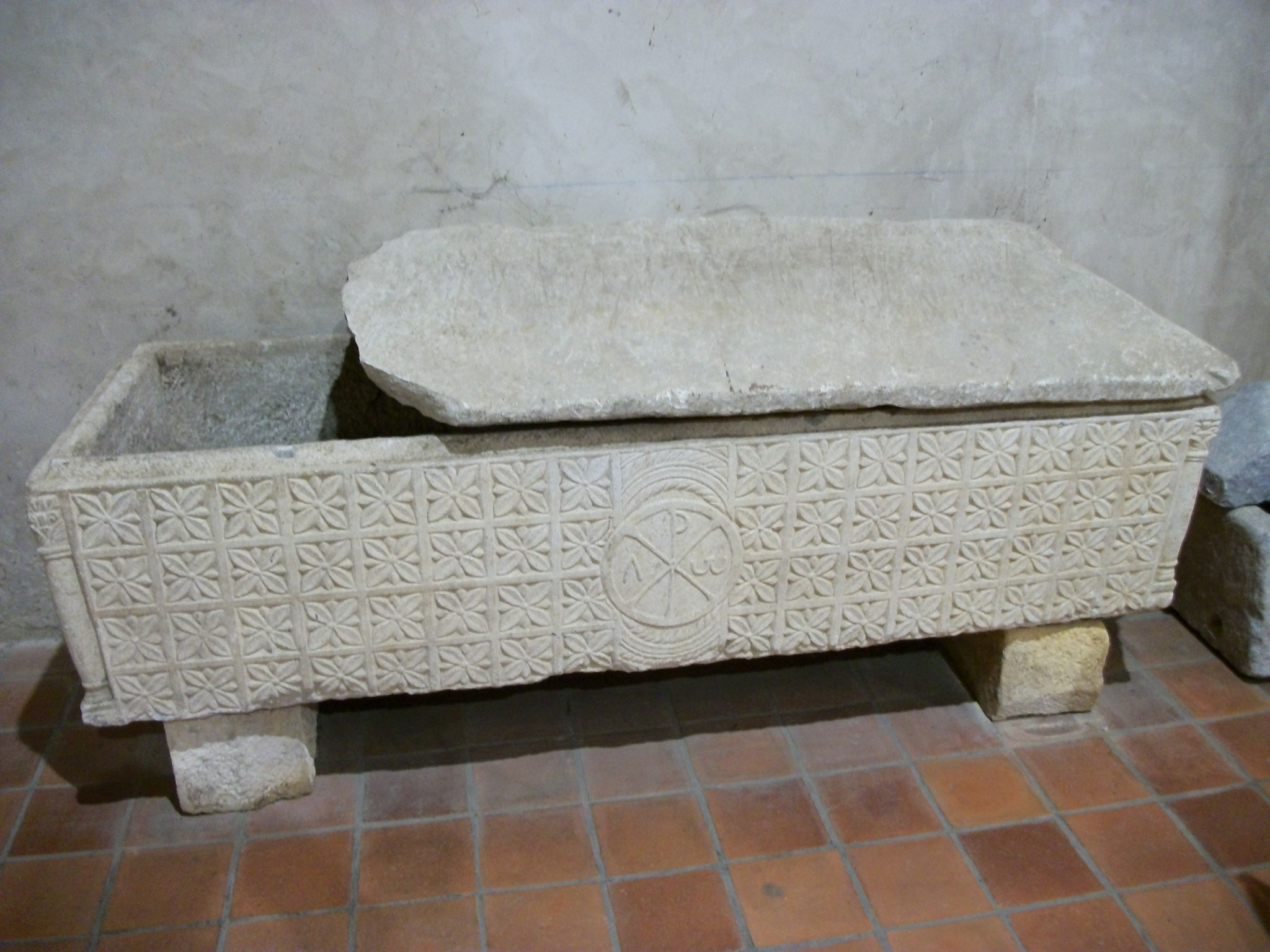
Sarkophag aus dem 6. Jahrhundert in der Kirche St-Vidian

- Monuments historiques (Objekte) in Martres-Tolosane in der Base Palissy des französischen Kultusministeriums